# 三菱・4A3型エンジン
三菱・4A3型エンジンは、三菱自動車工業、および中華汽車が製造していたガソリンエンジンの系列である。

## 概要・機構
1993年9月における同社製のH30系ミニカ/ミニカトッポに初めて採用された。
基本構成は水冷直列4気筒。
当初は659ccの4A30型のみの構成だったが、のちに1,094ccの4A31型や台湾向け専用の1,198ccの4A32型など、様々なバリエーションが登場した。また、4A30型には吸気側を3ポートにしたDOHC20バルブのインタークーラー付きツインスクロールターボ仕様や、SOHC16バルブのMVV（希薄燃焼）仕様が存在し、4A31型には同社のピスタチオ専用のDOHC16バルブのGDI仕様がそれぞれ存在する。もっとも、4A30型DOHC20バルブターボ仕様とSOHC16バルブMVV仕様は、排気ガス規制の強化やグリーン税制の適用などに対応することができなくなり、2002年以降に廃止された。なお、シリンダーブロックは鋳鉄製で、今日まで可変バルブ機構を採用したことがない。パジェロミニに搭載された4A30型は縦置きレイアウトであるため冷却ファンは軽自動車では非常に珍しいカップリング内蔵のベルト駆動ファンであった。
2002年迄生産のエンジンはクランクベアリングキャップがラダービームフレーム一体となっており、高剛性支持であった。

## 諸元

### 4A30（自然吸気）
- 製造期間：1993年 - 2012年
- 構成　直列4気筒 SOHC 16バルブ
  - 排気量　659cc
  - ボア(mm)×ストローク(mm)　60.0×58.3
  - 圧縮比　10.0:1
  - 出力・トルク
    - (1)50PS/7,500rpm　5.5kg·m/5,500rpm(ダウンドラフト2バレル式キャブレター)
    - (2)55PS/7,000rpm　6.1kg·m/5,000rpm(ECIマルチ)
    - (3)52PS/7,000rpm　5.9kg·m/4,000rpm(ECIマルチ)
    - (4)52PS/7,000rpm　6.0kg·m/5,000rpm(ECIマルチ)
    - (5)52PS/6,500rpm　6.3kg·m/4,500rpm(ECIマルチ)

- - 主な採用車種
    - (1)
      - ミニカ(7代目)
      - ミニカトッポ(2代目)

    - (2)
      - ミニカ(7代目)
      - ミニカトッポ(2代目)

    - (3)
      - ブラボー(後期型)

    - (4)
      - パジェロミニ（初代）

    - (5)
      - パジェロミニ(2代目、2002年以降)

### 4A30（MVV）
- 製造期間：1998年 - 2002年
- 構成　直列4気筒 SOHC 16バルブ
  - 排気量　659cc
  - ボア(mm)×ストローク(mm)　60.0×58.3
  - 圧縮比　10.0:1
  - 出力・トルク
    - 52PS/6,500rpm　6.3kg·m/4,500rpm(ECIマルチ)

- - 主な採用車種
    - パジェロミニ（2代目、2001年以前）

### 4A30（ターボ）
- 製造期間：1999年 - 2012年

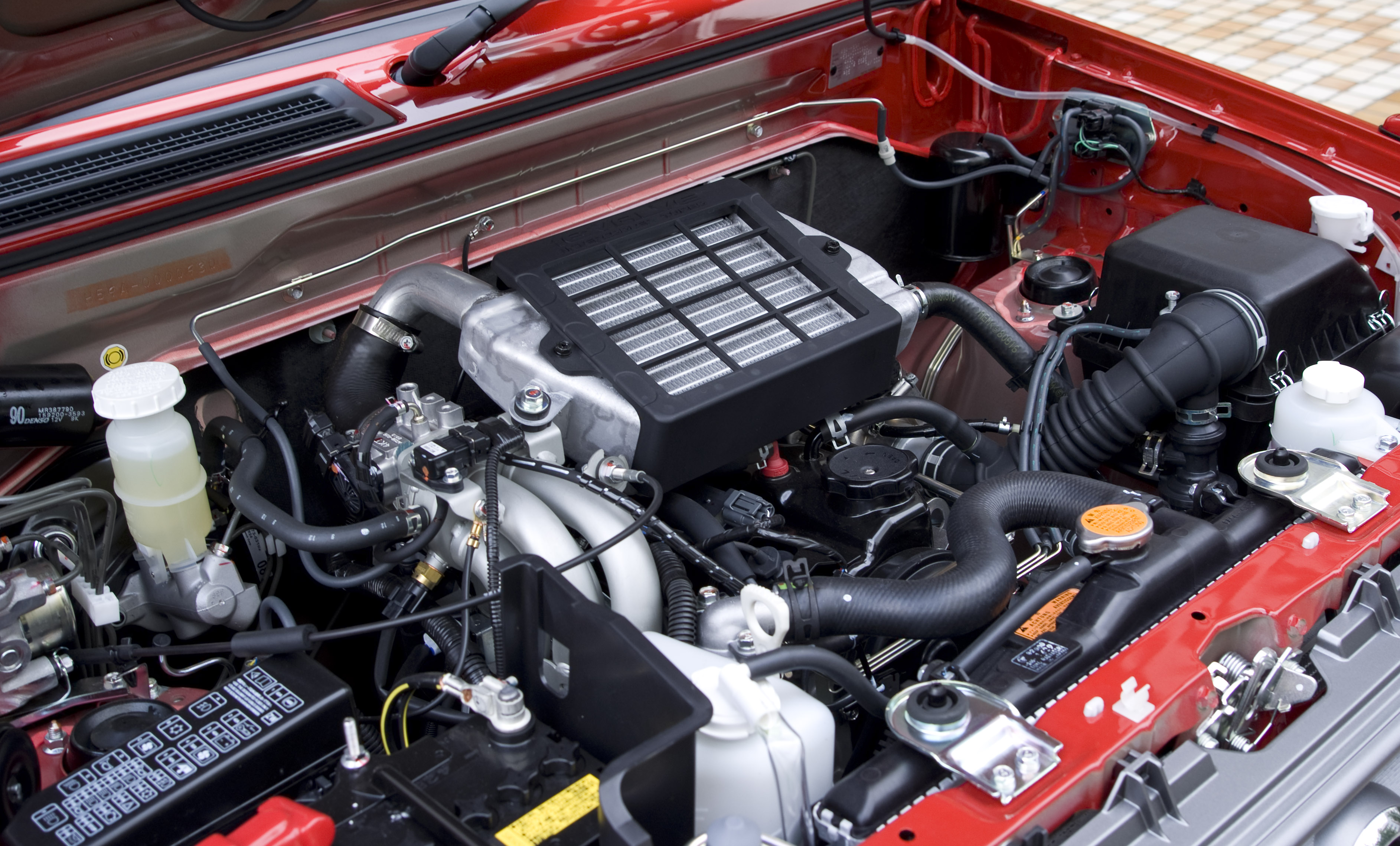
日産・キックスの4A30 SOHC 16バルブターボエンジン

- 構成　直列4気筒 SOHC 16バルブ インタークーラー付ターボ
  - 排気量　659cc
  - ボア(mm)×ストローク(mm)　60.0×58.3
  - 圧縮比　8.5:1
  - 出力・トルク（参考値）
    - (1)60PS/6,000rpm　8.5kg·m/4,000rpm(ECIマルチ)
    - (2)64PS/6,000rpm　9.0kg·m/4,000rpm(ECIマルチ)

  - 主な採用車種
    - (1)
      - トッポBJ（中期型以降）

    - (2)
      - パジェロミニ（2代目、2002年9月以降より）
      - 日産・キックス

### 4A30（DOHCターボ）
- 製造期間：1993年 - 2002年
- 構成　直列4気筒 DOHC 20バルブ ECI インタークーラー付ツインスクロールターボ
  - 排気量　659cc
  - ボア(mm)×ストローク(mm)　60.0×58.3
  - 圧縮比　8.5:1
  - 出力・トルク（参考値）　
    - 64PS/7,500rpm　10.2kg·m/3,500rpm（ECIマルチ、2代目パジェロミニ用）

  - 主な採用車種
    - ミニカ　ダンガン（7代目）
    - ミニカトッポ （2代目）
    - ブラボー　GT（後期型）
    - パジェロミニ　VR及びVR-Ⅱ、2代目　VR（初代および2002年8月以前の2代目）
    - タウンボックス RX（初代、2002年8月以前）
    - トッポBJ R（2002年8月以前）

### 4A31
- 製造期間：1995年 - 2001年
- 構成　直列4気筒 SOHC 16バルブ
  - 排気量　1,094cc
  - ボア(mm)×ストローク(mm)　66.0×80.0
  - 圧縮比　9.5:1
  - 出力・トルク
    - (1)80PS/6,500rpm　10.0kg·m/4,000rpm(ECIマルチ)
    - (2)78PS/6,500rpm　10.5kg·m/4,000rpm(ECIマルチ)
    - (3)75PS/6,500rpm　10.2kg·m/4,000rpm(ECIマルチ)

  - 主な採用車種
    - (1)
      - パジェロジュニア

    - (2)
      - トッポBJワイド

    - (3)
      - タウンボックスワイド

### 4A31（GDI）
- 製造期間：1999年
- 構成　直列4気筒 DOHC 16バルブ
  - 排気量　1,094cc

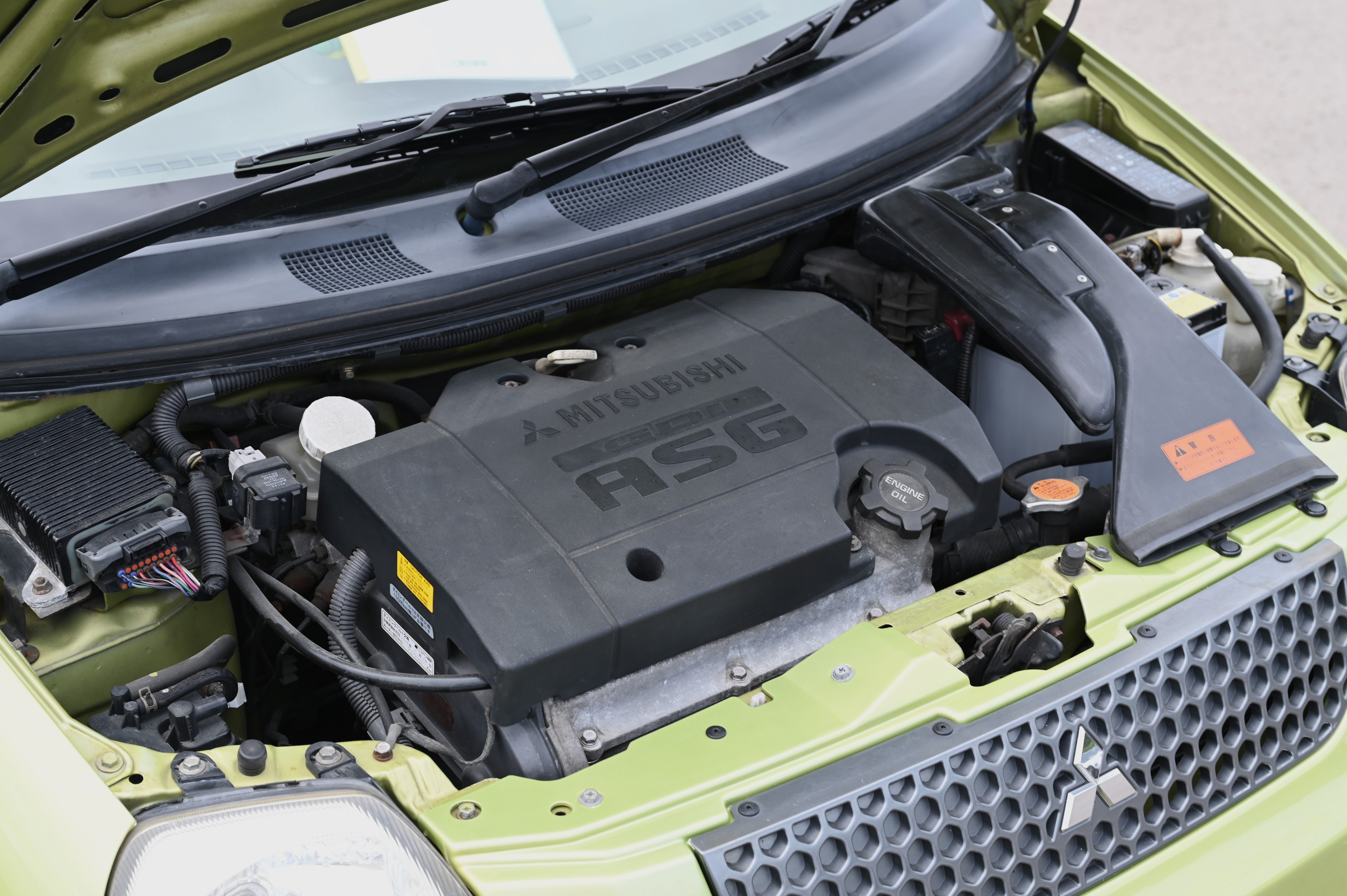
三菱・ピスタチオの4A31 GDIエンジン

  - ボア(mm)×ストローク(mm)　66.0×80.0
  - 圧縮比　11.0:1
  - 出力・トルク
    - 74PS/6,000rpm　10.2kg·m/4,000rpm

  - 主な採用車種
    - ピスタチオ（50台限定車種[4]）

### 4A32
- 製造期間：1998年 - 2015年
- 構成　直列4気筒 SOHC 16バルブ
  - 排気量　1,198cc
  - ボア(mm)×ストローク(mm)　74.5×68.7
  - 圧縮比　10.1:1
  - 出力・トルク
    - 76PS/5,800rpm　10.7kg·m/4,300rpm(ECIマルチ)

  - 主な採用車種
    - 中華・バリカ（4代目ミニキャブの台湾仕様）
    - 中華・ベリカ（6代目ミニキャブの台湾仕様）